# Gonatocerus davinci
Gonatocerus davinci är en stekelart som beskrevs av Girault 1912. Gonatocerus davinci ingår i släktet Gonatocerus och familjen dvärgsteklar. Inga underarter finns listade i Catalogue of Life.